# Tanca sandvitx

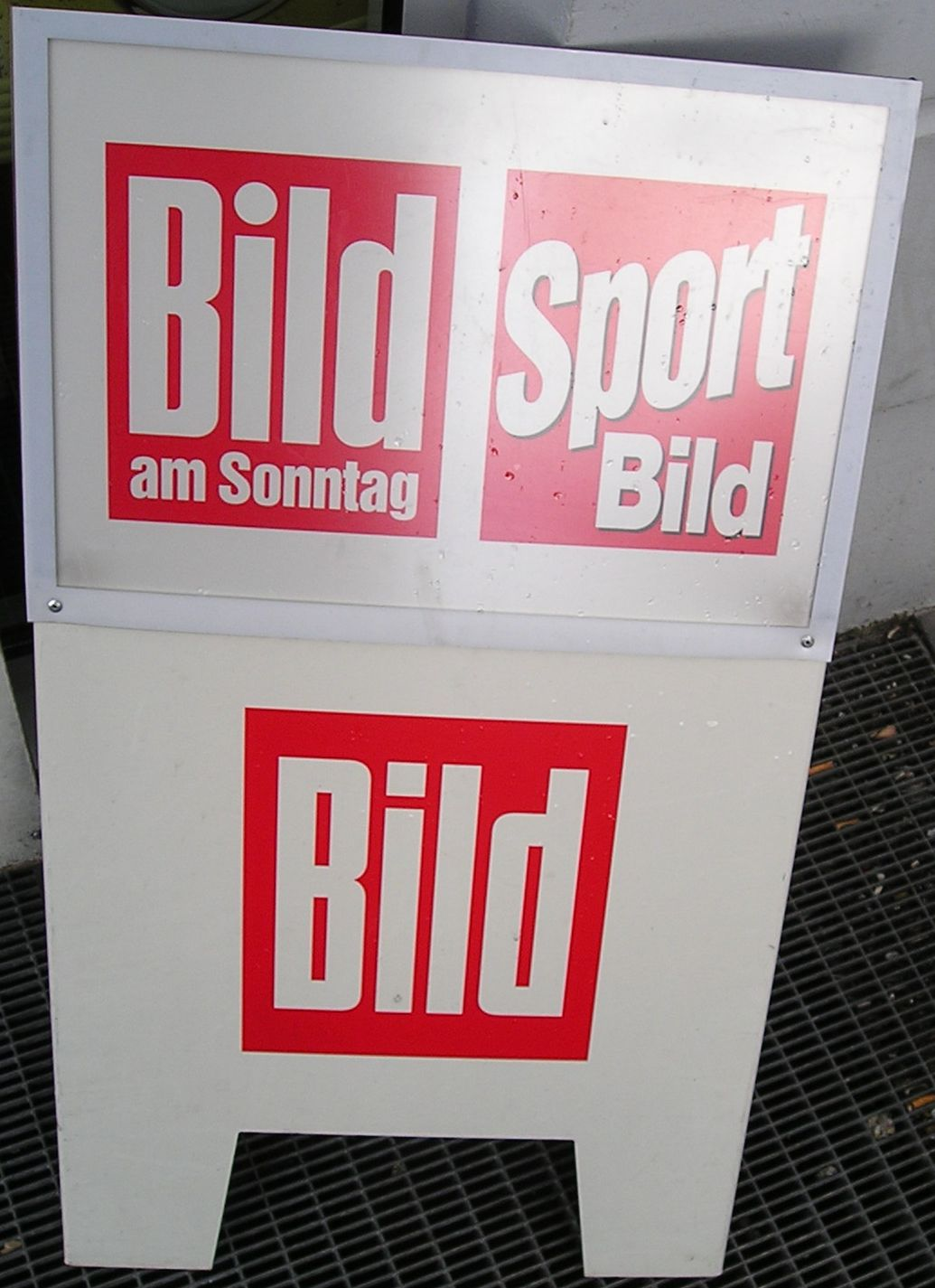
Tanca sandvitx

Una tanca sandvitx és un suport publicitari dissenyat per col·locar-se dret sobre el terra.
Consisteix en dos panells de baixa altura units amb frontisses a la part superior amb cordes o altres lligams que deixen obrir-les un angle determinat per a ser col·locades sobre el paviment adoptant així una forma que sembla falca. D'aquesta manera, el missatge publicitari es pot llegir pels dos costats indistintament.

## Història
L'augment de la competència per l'espai de cartells i els inconvenients d'un impost a la publicitat van portar els anunciants a generar un tipus d'anunci que mou una útil eina de venda per promoure les vendes. El terme " home sandvitx " va ser encunyat per Charles Dickens. Va descriure aquests anunciants com "un tros de carn humana entre dues llesques de cartró de pasta". Els taulers d'entrepans van ser els més populars al segle XIX, i han estat substituïts en gran manera pels cartells publicitaris, que són més eficaços a l'hora de fer publicitat als transeünts que ara és probable que estiguin en automòbils, en lloc de viatjar a peu.

## Descripció
Generalment, se situen a l'exterior al costat de l'establiment que té els productes que estan promocionant constituint així un reclam per al vianant.
Entre els seus avantatges, destaquen:
- Són lleugeres i transportables per la qual cosa es poden desplegar i retirar-se amb facilitat. La seva mida i lleugeresa les fa versàtils i es poden canviar d'ubicació de forma ràpida.
- Per la seva forma piramidal el missatge se situa a l'angle de visió del consumidor, per la qual cosa es poden percebre més fàcilment que un altre tipus d'anuncis col·locats en vertical.
- En situar-se sobre la vorera, representen un obstacle en el camí del vianant, cosa que afavoreix que capti la seva atenció i llegeixi el missatge que porta escrit.

## Tanca pissarra
Una variació de les tanques sandvitx la constitueixen les tanques pissarra en què l'amo de l'establiment escriu amb guixos d'un o més colors anuncis relatius al producte. Així, és habitual trobar-les al costat de bars i restaurants que contenen el menú del dia, la taula de preus o alguna oferta especial. Tenen l'avantatge de permetre variar el contingut del missatge de manera immediata sense cap cost addicional. Aquest tipus de publicitat és més popular entre bars i restaurants. Per a algunes petites empreses és el principal tipus de publicitat.